# 筑波藤麿
筑波 藤麿（つくば ふじまろ、1905年〈明治38年〉2月25日 - 1978年〈昭和53年〉3月20日）は、日本の元皇族。旧華族。山階宮菊麿王第3王子。靖国神社第五代宮司。位階勲等は従三位勲一等侯爵。皇族時代の名と身位は藤麿王。

## 生涯

### 皇族時代

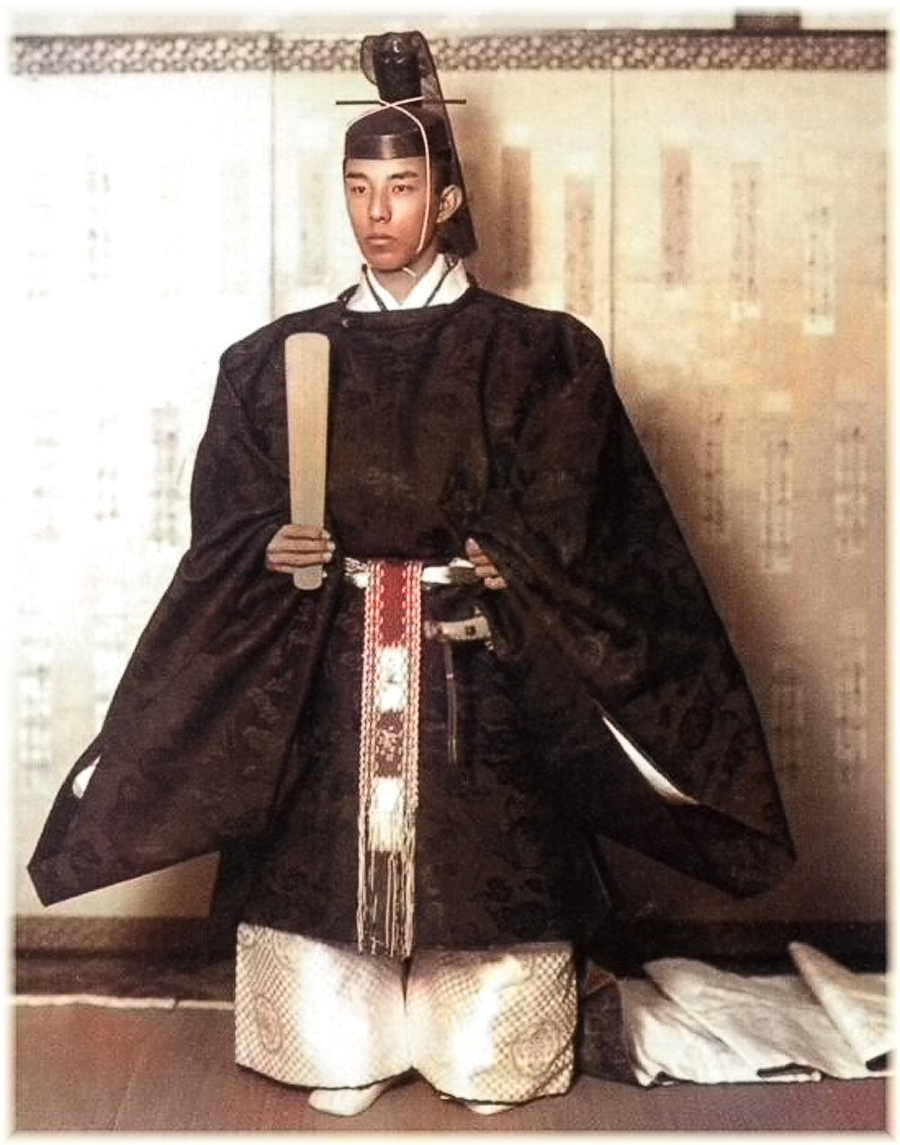
若き日の筑波藤麿

1905年（明治38年）2月25日午後10時15分、山階宮菊麿王の第3王子として誕生。御七夜の3月3日に「藤麿」と命名された。
1925年（大正14年）2月25日、皇族として貴族院議員に就任。同年3月23日勲一等旭日桐花大綬章受章。
皇族男子として初めて皇族軍人としての義務を免除され、東京帝国大学国史学科で黒板勝美に師事する。義務を免除された理由は、明治天皇により、将来、伊勢の神宮の祭主となることが定められていたためとされる。
1927年（昭和2年）3月に同学科を卒業した後歴史研究を志し、東京代々木の自邸に筑波歴史研究室を作り、その年々の国史関係の文献目録を集めた『国史学界』を発行した。
大学卒業後まもなく、1928年（昭和3年）7月20日請願により臣籍降下が認められて筑波の姓を賜り、侯爵に叙せられる。降下に伴い、皇族としての貴族院議員資格も消滅した。
本来、宮家の第3男子である藤麿王は「伯爵」となるべきであったが、例外的に侯爵とされた。「筑波」の姓は、父山階宮菊麿王が気象観測所を立てた筑波山に由来し、父宮への思慕の念から縁ある地名を取ったものである。

### 降下後
1928年10月、4歳下の毛利喜代子（毛利高範子爵の五女）と結婚。1935年（昭和10年）2月24日以降は侯爵議員として、1947年（昭和22年）5月2日の貴族院廃止まで貴族院議員を務める。
戦時中の食糧難の時代、華族の多くが闇市の食料や農家直買いで法外な値段で仕入れた食生活を送っていたのに対し、藤麿は潔癖すぎるほど国策に協力し、決して闇買いをせず、近郊農家への買出しにも行かず、配給と自宅の畑の野菜だけで切り詰めた食事を続けていた。そのことについて、長男の筑波常治は「同輩がすべて軍人になった中で、たった一人だけ違う道をすすんだかれの、コンプレックスのあらわれだった」と述べている。

### 戦後
1946年（昭和21年）、靖国神社宮司に就任。宮司在任中に、いわゆるA級戦犯合祀が討議された。合祀はするという方針を取りつつも、時期については慎重に判断するとして、結局在任中には合祀しなかった。
また1965年（昭和40年）7月、鎮霊社を建立し、「嘉永6年以降、幾多の戦争・事変に起因して、非命に斃れ、職域に殉じ、病に斃れ、自ら生命を断った命達にして、靖國神社に祀られざる諸々の命の御霊」一座と「西暦1853年以降、幾多の戦争・事変に関係して、死歿した諸外国人の御霊」一座とを併せ祀った（共に無名不特定の集合霊であって、本殿の「靖國大神」とは、全く異なる）。
これは藤麿の強い希望といわれているが、1974年（昭和49年）に左翼過激派の北海道神宮放火事件を受けて攻撃防止用鉄柵・垣根で囲われ非公開になり、2006年10月12日に垣根の一部が撤去され一般公開されるようになった。
社団法人日本シェパード犬登録協会の会長職を務める。墓所は多磨霊園。

## 著作
- 「映畵＋學校」『映畫敎育 The cine-education』15 (5月號)、大阪毎日新聞社; 東京毎日新聞社、1929年5月、1頁。
- 「民俗藝術の保存に對する考への一つ」『民俗芸術』、民俗芸術の会、1930年2月、43-44頁。
- 「入唐史料より観たる智証大師」『園城寺之研究』、天台宗寺門派御遠忌事務局、大津、1931年。
- 『日唐通交と其影響』5号、竹園會〈竹園會叢書〉、1927年。 NCID BA6665557X。
- 『日唐關係』国史研究会 [編]、岩波書店〈岩波講座日本歴史〉、1933年。 NCID BN08201431。
- 坂本太郎 [共編]『昭和十八年の国史學界』大八洲出版、大阪、1945年。 NCID BN07434842。

## 血縁

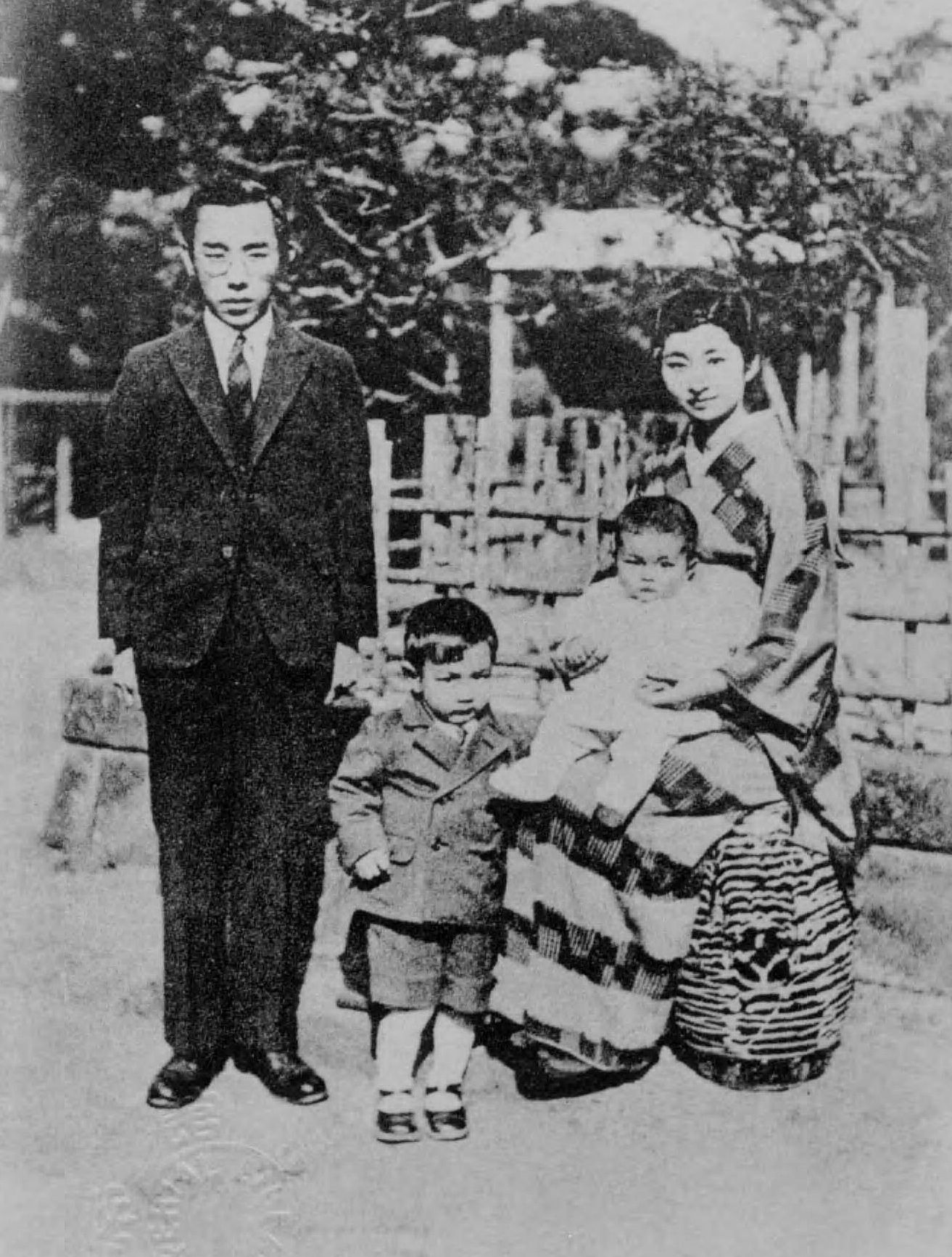
妻子と

妻・喜代子（旧佐伯藩毛利家出身）との間に3人の子供をもうけた。長男の常治も歴史学者（科学史家）で早稲田大学教授となる。長女登喜枝は旧平戸藩主の伯爵松浦陞の四男松浦擇に嫁ぐ。次男常遍（常秀）は勧修寺門跡。勧修寺門跡は藤麿の生家山階宮の初代晃親王もこの職に在った。三男和俊は宮内庁掌典。
- 父：山階宮菊麿王
- 母：前妻：範子、実母：常子
- 兄弟：（異母）武彦王 - 芳麿 - 安子 - （同母）藤麿 - 萩麿 - 茂麿
- 妻：毛利喜代子(1909 - 1946) - 毛利高範の五女[11]。女子学習院卒。敗血症で急死。
- 後妻：肥田貞子 -  伊東市の医師・肥田和三郎の三女。義兄（姉の入夫）に肥田春充。
- 子：
  - 常治
  - 登喜枝（松浦陞の子・擇の妻）
  - 常遍（常秀）
  - 和俊

## 栄典
- 1925年（大正14年）3月23日 - 勲一等旭日桐花大綬章[23]

## 文芸作品
中野重治『むらぎも』
作者の中野自身をモデルとした主人公が、東京帝大に入学した同級生「村田ノ宮殿下」に対し、自由のない生活ぶりや境遇に対し同情する場面が描かれる。
なお、中野は藤麿王の同窓生で、文学部独逸文学科を同じく昭和2年に卒業している。